# Гребля Ал-Сарудж
Гребля Ал-Сарудж — інженерна споруда на півночі Оману, в анклаві Махда.
У другій половині 20 століття зростання населення Оману та розширення поливного землеробства почало призводити до виснаження водоносних горизонтів, що на тлі пустельного клімату були головним джерелом прісної води в країні. Як наслідок, розробили програму їх поповнення шляхом спорудження численних гребель, які б утримували воду під час короткочасних дощів та поступово випускали її до тимчасового водотоку (ваді) в режимі, що має забезпечити максимальне всотування води в алювіальні породи русла.
Греблю Ал-Сарудж ввели в дію у 2004 році. Вона має довжину близько 150 метрів, висоту 20 метрів та здатна утримувати водосховище з об'ємом 1,35 млн м3.
У нормальному режимі вода, призначена для поповнення підземних горизонтів, випускається через два водоводи зі швидкістю 2 м3/с. Втім, близько 100 метрів довжини греблі припадає на водопереливну ділянку, яка за проєктом у випадку сильних опадів повинна забезпечувати перепуск 2500 м3/с.
У 2021 році сильні дощі призвели до надмірного перетоку через греблю, що спричинило пошкодження доріг та будівель у розташованій нижче долині.